# USS Worden (DD-288)
USS Worden (DD-288) là một tàu khu trục lớp Clemson được Hải quân Hoa Kỳ chế tạo vào cuối Chiến tranh Thế giới thứ nhất. Nó là chiếc tàu chiến thứ hai của Hải quân Hoa Kỳ được đặt theo tên Chuẩn đô đốc John Lorimer Worden (1818-1897), người tham gia cuộc Nội chiến Hoa Kỳ. Worden ngừng hoạt động năm 1930 và bị tháo dỡ năm 1931 nhằm tuân thủ quy định hạn chế vũ trang của Hiệp ước Hải quân London

## Thiết kế và chế tạo
Worden được đặt lườn vào ngày 30 tháng 6 năm 1919 tại xưởng tàu Squantum Victory Yard của hãng Bethlehem Shipbuilding Corporation ở Squantum, Massachusetts. Nó được hạ thủy vào ngày 24 tháng 10 năm 1919, được đỡ đầu bởi bà Emilie Neilson Worden; và được đưa ra hoạt động vào ngày 24 tháng 2 năm 1920 dưới quyền chỉ huy của Hạm trưởng, Thiếu tá Hải quân David H. Stuart.

## Lịch sử hoạt động
Worden trải qua những năm đầu tiên hoạt động dọc theo bờ biển Đại Tây Dương Hoa Kỳ. Sau khi hoàn tất việc trang bị, nó khởi hành từ Boston, Massachusetts, chất dỡ ngư lôi và phụ tùng tại Newport, Rhode Island, rồi thực hiện chuyến đi chạy thử máy đến Key West, Florida và vùng biển Cuba. Hoàn tất chuyến đi tại New York vào ngày 1 tháng 5, nó gia nhập Đội khu trục 43 trực thuộc Hải đội 3, Hạm đội Đại Tây Dương. Từ tháng 5 đến tháng 7, nó tiến hành các hoạt động dọc theo chiều dài bờ biển Đại Tây Dương, từ Key West đến Newport. Vào ngày 21 tháng 7, nó đi đến Charleston, South Carolina và ở lại đây cho đến mùa Hè năm sau. Vào ngày 25 tháng 6 năm 1921, nó rời Charleston cho chuyến viếng thăm New York vào ngày 4 tháng 7 và thực hành tác xạ ngoài khơi đảo Block. Sang tháng 8, nó thực hiện chuyến đi đến vịnh Guantánamo, Cuba với các học viên sĩ quan thuộc Học viện Hải quân trên tàu, và đưa họ quay trở về Annapolis, Maryland vào ngày 22 tháng 8.
Worden ghé qua Hampton Roads một thời gian ngắn trước khi lên đường đi ngang New York để đến Boston nơi nó được sửa chữa trong ụ tàu, và hoàn tất việc sửa chữa vào đầu tháng 11. Vào ngày 16 tháng 11, nó chất dỡ ngư lôi tại Newport rồi hướng đến Charleston, đến nơi vào ngày 18 tháng 11. Nó ở lại đây cho đến mùa Xuân năm 1922. Vào ngày 29 tháng 5, nó lên đường cho chuyến đi đến vùng bờ biển Philadelphia, Pennsylvania; rồi đến Yorktown, Virginia, một căn cứ tạm thời cho việc thực hành tác xạ và thực tập chiến trận. Vào cuối tháng 7, nó thực hiện một chuyến đi ngắn đến New York, rồi quay trở lại khu vực thực tập phía Nam ngoài khơi Virginia Capes.
Trong tháng 8, tháng 9 và tháng 10, Worden tiến hành các đợt thực tập chiến trận tại khu vực thực tập, ngắt quãng bởi các chuyến ghé qua New York, Beaufort, North Carolina, và Newport. Vào ngày 21 tháng 11, nó đi vào cảng Boston để sửa chữa vốn kéo dài cho đến cuối năm 1922. Nó khởi hành từ Boston, chất dỡ ngư lôi tại Newport vào ngày đầu năm 1923, và đi đến Lynnhaven Roads, Virginia vào ngày 5 tháng 1, để rồi lại tiếp tục đi về phía Nam đến vịnh Guantánamo, nơi nó thực tập tác xạ và ngư lôi cho đến cuối tháng. Vào ngày 12 tháng 2, nó băng qua kênh đào Panama cùng với Hạm đội Tuần tiễu để tham gia cuộc tập trận Vấn đề Hạm đội I, cuộc tập trận cơ động phối hợp đầu tiên cùng với Hạm đội Chiến trận, được tiến hành tại vùng kênh đào Panama. Nó vượt trở lại kênh đào vào ngày 27 tháng 3, tiếp nối việc huấn luyện tại khu vực vịnh Guantánamo cho đến cuối tháng 4.
Sau khi ghé thăm các cảng trong vịnh Mexico: Galveston, Texas, New Orleans, Louisiana, Tampa, Florida và Key West, Worden quay trở về Newport vào ngày 15 tháng 5. Vào đầu tháng 6, nó viếng thăm Washington, D.C., và đến giữa tháng nó đi vào Xưởng hải quân Philadelphia để sửa chữa. Nó rời Philadelphia vào ngày 12 tháng 10, tiếp tục hoạt động thực hành tác xạ và thực tập chiến trận tại khu vực thực tập phía Nam ngoài khơi Virginia Capes cho đến giữa tháng 11, ngắt quãng bởi các chuyến viếng thăm Fall River, Massachusetts và Baltimore, Maryland, cho đến khi nó lại đi vào Xưởng hải quân Philadelphia để sửa chữa một nồi hơi bị vỡ.
Vào ngày 3 tháng 1 năm 1924, Worden rời Philadelphia, và sau một chặng dừng ngắn tại Lynnhaven Roads, đã gặp gỡ Hạm đội Tuần tiễu trong vai trò hộ tống. Tiến hành thực tập và huấn luyện dọc trên đường đi, Hạm đội Tuần tiễu hướng đến Colón, Panama, nơi các tàu chiến được tiếp nhiên liệu trước khi tiếp tục đi đến đảo Culebra cùng với Hạm đội Hoa Kỳ kết hợp (bao gồm cả Hạm đội Tuần tiễu lẫn Hạm đội Chiến trận). Worden tham gia cuộc thực tập hàng năm ngoài khơi Tây Ấn cho đến cuối mùa Xuân. Vào ngày 4 tháng 5, nó quay trở lại Philadelphia để chuẩn bị cho lượt bố trí hoạt động duy nhất của nó bên ngoài vùng Tây Bán Cầu. Sau một giai đoạn sửa chữa ngắn tại Boston và viếng thăm Newport, dưới quyền chỉ huy của Hạm trưởng, Trung tá Hải quân Allen B. Reed, nó lên đường vượt Đại Tây Dương vào giữa tháng 6, băng qua eo biển Gibraltar vào ngày 27 tháng 6 để bắt đầu một năm phục vụ cùng Lực lượng Hải quân Hoa Kỳ tại châu Âu.
Worden đã ghé qua Palermo, Sicily rồi hướng đến khu vực biển Adriatic. Chuyến đi của nó bị ảnh hưởng bởi sự kiện sát hại hai công dân Hoa Kỳ tại đất nước Albania mới thành lập và cuộc xung đột diễn ra sau đó, vốn đưa đến việc lật đổ Thủ tướng Ahmed Zogu và thay thế bằng một chính phủ lâm thời dưới quyền Giáo chủ Fan Stylian Noli. Trong thời gian ở lại vùng biển Adriatic, chiếc tàu khu trục đã viếng thăm Pula (nay thuộc Croatia) và Venice, Ý cùng Split (nay thuộc Croatia) thuộc Vương quốc Nam Tư cũng như Durrës tại Albania đầy rối loạn. Cuối năm đó, Worden rời vùng Địa Trung Hải để viếng thăm Gravesend, Anh, Cherbourg, Pháp, Leith, Scotland và Amsterdam thuộc Hà Lan. Kết thúc hành trình, nó quay trở lại Địa Trung Hải tiếp tục hoạt động cùng Lực lượng Hải quân Hoa Kỳ tại châu Âu cho đến mùa Hè năm 1925.
Worden quay trở về New York vào ngày 16 tháng 7 năm đó, tiếp nối các hoạt động thường lệ cùng Hạm đội Tuần tiễu. Vào ngày 13 tháng 9, nó đi vào Xưởng hải quân Philadelphia để sửa chữa, và chỉ rời xưởng tàu vào tháng 12. Vào ngày 7 tháng 12, nó lên đường đi về phía Nam cho cuộc cơ động mùa Đông hàng năm tổ chức tại Tây Ấn và vịnh Panama ở phía bờ Thái Bình Dương của bán đảo. Hạm đội Tuần tiễu băng qua kênh đào vào ngày 4 và 5 tháng 2 năm 1926 để gia nhập cùng Hạm đội Chiến trận cho cuộc tập trận Vấn đề Hạm đội VI tại vịnh Panama. Đến tháng 3, chiếc tàu khu trục quay trở lại vùng biển Caribe cùng Hạm đội Tuần Tiễu, và tiếp nối các đợt thực hành tác xạ, thực tập ngư lôi và tập trận tại Tây Ấn. Nó hoàn tất lịch trình trên vào cuối mùa Xuân và quay trở về Philadelphia vào ngày 5 tháng 5. Sang đầu mùa Hè, nó lại thực hiện lịch huấn luyện, lần này ngoài khơi bờ biển New England gần vịnh Narragansett. Vào ngày 2 tháng 7, nó đi vào Xưởng hải quân Philadelphia cho một đợt sửa chữa kéo dài ba tháng.
Vào ngày 11 tháng 10, Worden khởi hành từ Philadelphia cho chuyến đi về phía Nam một lần nữa, và sau một chặng dừng ngắn tại Hampton Roads, nó tiếp tục hành trình và đi đến vịnh Guatánamo, Cuba vào ngày 16 tháng 10. Trong tháng tiếp theo, nó tiến hành các thử nghiệm kỹ thuật và tập trận gần Haiti trong vịnh Gonaives. Quay trở lên phía Bắc vào giữa tháng 11, nó ghé thăm Học viện Hải quân Hoa Kỳ trong một thời gian trước khi quay về Philadelphia, đến nơi vào ngày 15 tháng 12. Nó lại rời Philadelphia một lần nữa vào ngày 5 tháng 1 năm 1927, ghé thăm Yorktown trước khi tiến hành đợt cơ động mùa đông thường lệ hàng năm. Nó đi đến vịnh Guatánamo vào ngày 12 tháng 1, tiến hành thực tập tác xạ và tập trận cùng Hạm đội Tuần tiễu nhằm chuẩn bị cho cuộc tập trận Vấn đề Hạm đội sau đó.
Khác biệt với các cuộc tập trận hạm đội trước đây mà nó từng tham gia, Vấn đề Hạm đội VII đưa Hạm đội Chiến trận đi đến vùng biển Caribe thay vì đưa Hạm đội Tuần tiễu đi sang Thái Bình Dương. Cuộc tập trận tiến hành vào tháng 3, vào cuối tháng 4, Worden quay hướng lên phía Bắc, viếng thăm New York. Trong mùa Hè năm 1927, nó tiến hành các hoạt động huấn luyện thường lệ ngoài khơi bờ biển Đại Tây Dương; tham gia một cuộc Duyệt binh Tổng thống tổ chức ngoài khơi Cape Henry, Virginia vào tháng 6 dưới sự chủ tọa của Tổng thống Calvin Coolidge. Vào ngày 11 tháng 9, nó đi vào Xưởng hải quân Philadelphia và ở lại đây cho đến hết thời gian còn lại của năm.
Vào ngày 7 tháng 1 năm 1928, Worden khởi hành từ Philadelphia để đi xuống phía Nam. Tuy nhiên, nó chỉ tham gia các cuộc luyện tập và thực hành chuẩn bị cho cuộc tập trận hàng năm. Trong khi Hạm đội Chiến trận và Hạm đội Tuần tiễu gặp gỡ để tham gia cuộc tập trận Vấn đề Hạm đội VIII tại một khu vực rộng lớn tại Thái Bình Dương giữa San Francisco và khu vực quần đảo Hawaii, chiếc tàu khu trục quay trở lại Philadelphia vào tháng 4, đến nơi vào ngày 14 tháng 4. Một tháng sau, nó lại ra khơi cho lượt hoạt động thường lệ dọc bờ biển Đại Tây Dương, vốn kéo dài cho đến tháng 10, lúc mà căn cứ hoạt động của nó được chuyển đến Charleston. Các hoạt động tại chỗ từ cảng này được tiếp nối cho đến đầu tháng 12, khi nó đi đến Philadelphia trong một tháng.
Vào tháng 1 năm 1929, Worden đi đến Norfolk để sửa chữa turbine, và sau khi hoàn tất chạy thử máy sau sửa chữa tại vịnh Chesapeake trong tháng 2, nó đi về phía Nam tham gia các cuộc cơ động mùa Đông. Chiếc tàu khu trục đi đến vịnh Guantánamo vào ngày 28 tháng 2, hoạt động thực hành cho đến cuối mùa Xuân và quay trở về New York vào ngày 2 tháng 5. Trong mùa Hè, nó tiến hành các hoạt động thường lệ tại vùng bờ biển Đông Bắc.
Vào ngày 21 tháng 9, Worden đi đến Philadelphia, nơi nó ở lại cho đến khi được cho xuất biên chế vào ngày 1 tháng 5 năm 1930. Tên nó được cho rút khỏi danh sách Đăng bạ Hải quân vào ngày 22 tháng 10 năm 1930, và nó bị bán để tháo dỡ vào ngày 17 tháng 1 năm 1931. Nguồn khác lại cho rằng nó được cải biến thành chiếc tàu chở trái cây nhanh MV Tabasco.